# Hiéroglyphe égyptien N19
Les deux bancs de sable, en hiéroglyphes égyptiens, sont classifiés dans la section N « Ciel, terre, eau » de la liste de Gardiner ; cet hiéroglyphe y est noté N19.

## Représentation
Il représente un banc de sable ou plus simplement une étendue de sable (hiéroglyphe N18) doublé. Il est translittéré ȝḫty.

## Utilisation
| t | G25 | x | N19 | A40 |

| t | G25 | x | N19 | A40 |

(similitude entre la terminaison -ty du duel et du nisbé dérivés des noms masculins).
| G9 | N19 |

| G9 | N19 |

exposant de G9).